# Progetto Varela
Il progetto Varela (Proyecto Varela in lingua spagnola) è un insieme di riforme istituzionali proposta a Cuba nel 1998 da un gruppo di attivisti raccolti attorno alla figura di Oswaldo Payá.

## Le premesse
Oswaldo Payá Sardiñas, dissidente cubano fondatore nel 1987 del Movimento cristiano di Liberazione, decise di presentare un'ipotesi di riforma dello Stato basata sulle possibilità offerte dalla legge: nella Costituzione cubana, infatti, c'è un articolo che concede il potere di iniziativa legislativa ai cittadini e impegna quindi il Parlamento ad esaminare le proposte di legge sottoscritte da almeno diecimila cittadini.
Venne dunque elaborato una proposta di modifica costituzionale articolata in cinque punti per la quale nel 1998 si iniziarono a raccogliere le firme.

### Felix Varela
Il pacchetto di riforme venne intitolato a Félix Varela, sacerdote cattolico, teologo, e politico cubano vissuto nella prima metà del XIX secolo perché simbolo riconosciuto di difesa della patria e della libertà in quanto sostenne la causa indipendentista e l'abolizione della schiavitù.

## Il contenuto
I cinque pilastri in cui si articolava il Progetto Varela erano: libertà di associazione, libertà di parola e di stampa, amnistia per i detenuti politici, diritto di costituire imprese private, indizione di elezioni entro un anno dall'approvazione delle riforme.

## La reazione governativa
La proposta di modifica tesa ad introdurre la libertà di impresa privata venne accusata dal Governo cubano di essere l'unico vero scopo del progetto. Payá e gli altri proponenti avevano ricevuto l'approvazione della comunità cubana della Florida e del Governo degli Stati Uniti e il Governo cubano denunciò che il Progetto Varela era parte di una strategia sovversiva pensata, finanziata e diretta dagli Stati Uniti d'America contro Cuba.
Nella primavera del 2002 i firmatari riuscirono a ultimare la raccolta delle diecimila firme richieste ma il regime reagì con decisione a quello che percepiva come un tentativo di delegittimazione e destabilizzazione del sistema. L'undici giugno del 2002 Fidel Castro apparve in televisione per mobilitare l'intera nazione a partecipare a una manifestazione nazionale a sostegno del regime. Il giorno successivo, stando ai dati del regime, più di 9 milioni e mezzo di cubani, divisi in novecentoquarantasette cortei e quattordicimilasettecento comizi di zona, parteciparono a quella che venne battezza la "Gran Marcha".
Al termine della manifestazione più di otto milioni di cubani (il 99% dei maggiorenni) firmarono una petizione per chiedere una riforma costituzionale che rendesse immodificabile il regime politico, economico e sociale introdotto con la Rivoluzione. Il 28 giugno 2002 l'Assemblea nazionale del potere popolare approvò con voto unanime le modifiche costituzionali richieste e oggi l'articolo 4 della Costituzione cubana dice chiaramente che il socialismo e il sistema politico e sociale rivoluzionario sono irrevocabili e "Cuba non si convertirà mai al capitalismo"

## L'arresto dei dissidenti
Alcuni attivisti furono accusati dal governo castrista di aver accettato il supporto politico di James Cason, capo della Sezione di Interessi Statunitensi all'Avana, contravvenendo così alle leggi cubane che, analogamente a quanto previsto in altri Stati (come ad esempio gli stessi USA) vietano l'intervento di agenti stranieri nella politica domestica.
Nel marzo 2003, malgrado le accuse fossero state rigettate, 75 dissidenti, di cui più della metà legati al Progetto Varela, furono arrestati con l'accusa di aver accettato fondi da Paesi stranieri per scopi politici.

### L'eco internazionale
L'azione repressiva del Governo castrista venne aspramente criticata a livello internazionale e fu una delle concause che, il 5 giugno 2003, provocarono la decisione dell'Unione Europea di adottare una serie di sanzioni per limitare le visite governative bilaterali ad alto livello, ridurre il profilo delle partecipazioni degli Stati membri ad eventi culturali, invitare i dissidenti cubani alle celebrazioni nazionali ufficiali e rivalutare periodicamente la Posizione comune in ambito di rapporti internazionali con Cuba.
Amnesty International sostiene che i 75 attivisti detenuti sono prigionieri di coscienza" di metodi nonviolenti e idee democratiche.
Il governo degli Stati Uniti d'America sottolinea che il Codice Penale cubano prevede una fattispecie giuridica detta "pericolosità", definita come "speciale propensione di un individuo a commettere crimini, dimostrata dalla sua condotta manifestamente contraria alle norme socialiste", che può venire repressa sottoponendo l'individuo a terapia o rieducazione politica. Sostiene quindi che tale fattispecie fornirebbe al regime un criterio soggettivo per violare la libertà personale dei cittadini con una visione differente da quella ufficiale e che il caso dei 75 dissidenti arrestati sarebbe una dimostrazione di questa tesi.
Nel 2002 Oswaldo Payá è stato insignito del Premio Sakharov per la libertà di pensiero dal Parlamento Europeo.